# Zona Leste de São Paulo
A Zona Leste de São Paulo ou simplesmente ZL, é genericamente a área do município brasileiro de São Paulo situada a leste do rio Tamanduateí.
Embora não exista uma lei definindo claramente os limites da Zona Leste, a maioria dos órgãos públicos e privados concordam em incluir na região as subprefeituras da Penha, Ermelino Matarazzo, São Miguel Paulista, Itaim Paulista, Guaianases, Itaquera, Cidade Tiradentes, São Mateus, Mooca, Vila Prudente, Sapopemba e Subprefeitura de Aricanduva/Formosa/Carrão. 
Oficialmente porém, definem-se as seguintes zonas:
- Zona Leste 1 de São Paulo
- Zona Leste 2 de São Paulo
- Zona Sudeste de São Paulo (exceto distritos pertencentes a Subprefeitura do Ipiranga)

## História
Durante o período colonial, a região que hoje corresponde à Zona Leste de São Paulo era composta por extensas áreas de mata atlântica e foi inicialmente ocupada por tribos indígenas, como a guaianá, que formou a Aldeia Ururaí em 1580. Os colonizadores portugueses, ao buscarem rotas para o interior, enfrentavam constantes ataques indígenas por terra, o que levou à utilização dos rios Tietê, Tamanduateí, Aricanduva e seus afluentes como vias seguras e rápidas para as bandeiras. Pouco a pouco, as localidades banhadas por esses rios, como Mooca, Tatuapé e São Miguel Paulista, foram povoadas. Em São Miguel Paulista, os jesuítas fundaram em 1622 a Capela de São Miguel Arcanjo, o primeiro núcleo populacional da região. Com o passar dos anos, a Zona Leste ganhou importância por fazer a ligação entre São Paulo e Rio de Janeiro, e seus territórios mais distantes tornaram-se propriedades rurais, com vilas e bairros como Penha surgindo ao redor de igrejas.
No Tatuapé, a trajetória do bairro começou em 1560, quando Brás Cubas, fundador de Santos, subiu a Serra do Mar em busca de ouro e, ao chegar ao planalto, estabeleceu-se às margens do ribeirão Tatu-apé. A região, fértil, permitiu o desenvolvimento de criações de gado, porcos e culturas como cana e uva, tornando-se pioneira na viticultura, com a primeira vinícola instalada por Brás Cubas em 1551. A produção de vinho ganhou destaque, especialmente com a atuação das famílias Marengo e Camardo, que contribuíram para a popularização da atividade entre os séculos XIX e XX, dando nome a logradouros locais. As primeiras ocupações efetivas do Tatuapé ocorreram a partir do século XVII, com a venda de terras ao Padre Mateus Nunes de Siqueira, que construiu a Casa do Tatuapé. Em 1765, o local já era identificado como bairro Tatuapé-Aricanduva.
Até o início do século XIX, o Tatuapé era pouco povoado, com economia baseada em pequenas lavouras e criação de gado. Com o desenvolvimento da economia cafeeira e a chegada das ferrovias, o lado norte do distrito tornou-se industrializado, enquanto o sul permaneceu rural. No final do século XIX, a viticultura atingiu seu auge com a instalação de vinícolas de imigrantes italianos. Em 1829, o distrito de Água Rasa originou-se de uma chácara vendida ao Padre Diogo Feijó, que batizou a área como Chácara Paraíso; a casa do padre, tombada, está hoje no Jardim Anália Franco. Em São Miguel, foram criadas as primeiras classes de ensino primário em 1865 e, em 1891, o primeiro cartório de paz. Até o final do século, São Miguel abrangia áreas que hoje correspondem a Itaim Paulista, Ermelino Matarazzo, Itaquera, Guaianases, Pimentas e parte de Mogi das Cruzes.
No século XX, o Tatuapé adquiriu perfil operário, com destaque para as tecelagens Tabacow e Tecidos Tatuapé. Na segunda metade do século, as chácaras do sul do distrito foram loteadas para condomínios residenciais de médio e alto padrão, atraindo famílias de maior poder aquisitivo e estimulando o comércio e lazer. O norte do distrito, antes industrial, passou a ser predominantemente residencial, com galpões industriais sendo convertidos para uso habitacional a partir do final dos anos 1990. O distrito também abriga o Sport Club Corinthians Paulista, cuja sede social foi instalada no Parque São Jorge em 1926. Em São Miguel Paulista, a Companhia Nitro Química Brasileira, fundada em 1935, impulsionou o crescimento populacional e econômico, atraindo trabalhadores, principalmente nordestinos. A Capela de São Miguel Arcanjo foi tombada pelo Iphan em 1938, preservando-se como patrimônio histórico. Com o passar dos anos, a região ganhou importância, pois fazia a ligação de São Paulo e Rio de Janeiro. O município de São Paulo expandia-se, e seus territórios mais distantes tornavam-se propriedades rurais. Vilas eram criadas ao redor de igrejas, sendo assim criados novos bairros, como a Penha.
As fábricas existentes, primeiramente produtoras de tecidos e alimentos, são gradativamente substituídas pela indústria pesada e construção civil. As mesmas passam a exigir grande quantidade de mão de obra. A imigração diminuía a cada ano, e começou a haver a atração de milhões de migrantes oriundos da Região Nordeste do Brasil.
No final do século XIX, o município industrializa-se e as antigas propriedades rurais são substituídas por indústrias e bairros proletários, caso de Vila Matilde e Vila Formosa. Houve, também, uma extensão da malha ferroviária paulistana, que escoava as mercadorias.
As regiões periféricas recebiam novos moradores, que, por falta de fiscalização do Governo, construíam suas moradias em áreas sem infraestrutura, saneamento básico, eletricidade, dentre outros aspectos. Surgiram, então, os bolsões de pobreza vistos na maioria dos distritos das regiões Leste 1 e 2. Aliado à decadência da indústria paulistana, a zona enfrenta inúmeros problemas, fazendo com que registre a pior renda média familiar e a menor concentração de atividade econômica, sendo uma das mais pobres do município.

## Geografia
É caracterizada por uma topografia predominantemente plana a suavemente ondulada, cortada por importantes rios como o Tietê, Tamanduateí e Aricanduva, que historicamente influenciaram a ocupação e o desenvolvimento urbano local. Essa área faz parte da Região Metropolitana de São Paulo, uma das maiores aglomerações urbanas do mundo, e apresenta grande diversidade de bairros, desde áreas industriais e comerciais até regiões residenciais e de expansão periférica. 
O relevo é marcado por várzeas e pequenas elevações, com presença significativa de áreas urbanizadas e bolsões de vegetação remanescente, especialmente em parques e margens de córregos. A urbanização intensa e a presença de grandes avenidas e linhas férreas refletem a importância da região para a mobilidade e integração com o restante da cidade.

## Demografia
A região leste é a mais populosa da cidade de São Paulo, concentrando cerca de 4 milhões de habitantes, o que representa mais de um terço da população total do município. Apesar de sua grande densidade, o Censo 2022 apontou que a ZL registrou queda no número de moradores em vários distritos, como Cidade Tiradentes, Itaim Paulista, São Miguel Paulista, Sapopemba e Ermelino Matarazzo. Por outro lado, áreas como São Mateus e Itaquera apresentaram crescimento populacional, especialmente devido à expansão de bairros como Iguatemi. A região é marcada por grande diversidade social, com bairros de perfil operário, áreas de urbanização recente e bolsões de vulnerabilidade, além de abrigar importantes comunidades de migrantes e descendentes de imigrantes. Também se destaca pelo elevado número de domicílios e pela presença de bairros com mais de 100 mil habitantes, como Sapopemba, que figura entre os mais populosos da cidade.

Na divisão geográfica do município, chama-se "região leste" à área 4, compreendida entre a Av. Sapopemba, a Radial Leste, a Av. Salim Farah Maluf e o limite do município. Esta região é representada pelas cores vermelha (Zona Leste), amarela (Zona Nordeste) e verde (Zona Sudeste) nas placas de rua e nos ônibus e microônibus urbanos que circulam na região.
Popularmente, é vista como a "periferia de São Paulo" algo que não faz mais sentido com a região, que nos últimos anos, tem tido uma mudança de perfil econômico em vários distritos, principalmente os mais próximos do centro, como exemplo os distritos de: Água Rasa, Belém, Carrão, Mooca, Tatuapé, Vila Formosa, Vila Prudente e parcialmente os distritos de Aricanduva, Penha, São Lucas e Vila Matilde.
Esses distritos, formam uma "fronteira social" fazendo a se dividir entre os distritos com maior infra-estrutura, e com os menos desenvolvidos. Já os distritos da Zona Leste mais distantes do centro, é comum serem chamados de "Periferia da Zona Leste" algo que já faz mais sentido, mas apesar disso, ainda não é possível saber a real desigualdade da Zona Leste, já que mesmo nos distritos que são realmente periféricos, é possível encontrar bairros de classe média.
De acordo com ArchDaily, 10 dos 20 distritos com pior IDH de São Paulo estão na região, enquanto somente o distrito do Tatuapé está entre os 20 melhores. Quatro dos cinco distritos com média salarial mais baixa também estão na região (Lajeado, Guaianases, Jardim Helena, e Artur Alvim).
A Zona Leste também é a região menos arborizada da cidade, com uma cobertura vegetal de apenas 11% enquanto detém um terço da população paulistana. Apesar disso também é a região onde se localiza o Parque do Carmo, o maior do município de São Paulo, além do Parque Ecológico do Tietê.

### Zona Leste 1
É uma região administrativa estabelecida pela prefeitura de São Paulo englobando as subprefeituras da Penha, de Ermelino Matarazzo, de Itaquera e de São Mateus. De acordo com o censo de 2000, tem uma população de 1 552 070 habitantes e renda média por habitante de 875,90 reais. É uma região diversificada, tanto comercial, quanto residencial, que está em desenvolvimento, a qual está passando por processos de urbanização e regularização de áreas risco (favelas), canalização de córregos e do rio Aricanduva, além da verticalização.

### Zona Leste 2
É uma região administrativa estabelecida pela prefeitura de São Paulo englobando as subprefeituras do Itaim Paulista, de Guaianases, de São Miguel Paulista e da Cidade Tiradentes. De acordo com o censo de 2000, tem uma população de 1 169 815 habitantes e renda média por habitante de 625,26 reais. É a região com renda per capita mais baixa do município, com pior infraestrutura, com a maior incidência de pobreza (63,9% da população) e com o menor Índice de Desenvolvimento Humano (IDH).

### Zona Sudeste
É uma região administrativa estabelecida pela prefeitura de São Paulo englobando as subprefeituras da Mooca, de Aricanduva, de Sapopemba, de Vila Prudente e do Ipiranga. Forma, com as Zonas Leste Um e Dois, a macro-zona conhecida simplesmente como Zona Leste, à exceção da subprefeitura do Ipiranga.
De acordo com o censo de 2000, tem uma população de 1 522 997 habitantes e renda média por habitante de 2 441,40 reais. É a região mais desenvolvida da Zona Leste do município, com melhor urbanização, verticalização, infraestrutura, e bairros nobres, como o Jardim Avelino.

## Infraestrutura urbana
A infraestrutura urbana reflete tanto o dinamismo quanto os desafios de uma das regiões mais populosas da cidade. A região sedia a Escola de Artes Ciências e Humanidades da USP (EACH/USP) e o Instituto das Cidades da Universidade Federal de São Paulo (IC/UNIFESP).Conta com uma ampla rede de escolas públicas e privadas, incluindo unidades de ensino fundamental, médio e técnico, além de faculdades e centros universitários..

### Urbanismo
O urbanismo é marcado por áreas de urbanização consolidada, bairros planejados e regiões de ocupação irregular. Projetos recentes buscam promover a regularização fundiária, a requalificação de espaços públicos e a ampliação de áreas verdes, como parques lineares e praças. O Plano Diretor Estratégico prevê a transformação de eixos urbanos, como o Itaim Paulista, com infraestrutura adequada e incentivo à moradia e comércio.  Dois dos mais importantes eixos de desenvolvimento da região são o Jardim Anália Franco, localizado no distrito de Vila Formosa, e o recente Eixo Platina, no Tatuapé, onde está localizado o edifício mais alto de São Paulo (Platina 220).

### Déficit habitacional
Apesar dos avanços, ainda enfrenta significativo déficit habitacional, especialmente em áreas periféricas. Muitas famílias vivem em assentamentos precários, favelas ou loteamentos irregulares, com acesso limitado a saneamento, pavimentação e serviços públicos. Programas de urbanização de favelas, regularização fundiária e construção de habitação popular têm sido implementados, mas a demanda segue alta devido ao crescimento populacional e à migração interna.

### Saúde
A região dispõe de hospitais públicos de grande porte, como o Hospital Santa Marcelina e o Hospital Municipal Tide Setúbal, além de diversas Unidades Básicas de Saúde (UBS) e Assistências Médicas Ambulatoriais (AMA).

### Transportes
A mobilidade é um dos pontos fortes da região, com destaque para a integração entre ônibus, metrô e trens metropolitanos. A região é atendida por importantes linhas do Metrô (Linha 3-Vermelha, Linha 15- Prata) e da CPTM (Linha 11–Coral e Linha 12–Safira), além de corredores de ônibus e terminais intermodais. Projetos como o BRT Aricanduva e a requalificação de corredores de ônibus visam ampliar a capacidade e a eficiência do transporte coletivo.
No modal rodoviário, é cortada por grandes avenidas como Radial Leste, Sapopemba, Aricanduva e Jacu-Pêssego, que facilitam o acesso ao centro e a outras regiões da cidade. Essas vias são fundamentais para o escoamento do trânsito e para a ligação com rodovias estaduais e federais, além de servirem de eixo para o transporte coletivo e para o desenvolvimento econômico local.

## Cultura
A cultura é marcada pela diversidade, tradição e forte identidade popular, refletindo a história de imigração, industrialização e resistência social da região. Entre seus bairros mais emblemáticos está a Mooca, que se destaca como símbolo da influência italiana na cidade. Fundada no final do século XIX e início do século XX por imigrantes italianos, a Mooca preserva até hoje um aspecto de bairro operário, com ruas arborizadas, casas geminadas, comércio vibrante e uma vida social intensa, marcada por festas, bares, cantinas e eventos comunitários. O bairro é conhecido por sua gastronomia típica, com cantinas tradicionais, confeitarias e pizzarias que mantêm vivas as receitas e os sabores trazidos pelos imigrantes, além de festas como a de San Gennaro e o Clube Atlético Juventus, que reforçam o espírito comunitário e a herança cultural local.
Um dos traços mais marcantes da Mooca é seu sotaque peculiar, chamado de “mooquês”, resultado da mistura do português com dialetos italianos como o napolitano, vêneto e calabrês. Esse sotaque, com expressões como “ôrra, meu” e “má vá”, tornou-se símbolo do bairro e está em processo de reconhecimento como patrimônio histórico imaterial do município, devido à sua importância para a identidade local e para a história da imigração italiana em São Paulo. O “mooquês” é caracterizado por uma pronúncia cantada e pela formação do plural apenas no primeiro elemento das frases, reflexo da influência da língua italiana sobre o português falado na região.
A cultura popular vai além da Mooca, abrangendo manifestações como o samba-rock, bailes black, festas de rua, blocos carnavalescos, rodas de samba e saraus literários, que movimentam bairros como Itaquera, Penha, São Miguel Paulista e Guaianases. A região também é berço de importantes movimentos culturais periféricos, como coletivos de hip hop, grafite, literatura marginal e teatro de rua, que dão voz à juventude e às comunidades locais.
A cultura popular vai além da Mooca, abrangendo manifestações como o samba-rock, bailes black, festas de rua, blocos carnavalescos, rodas de samba e saraus literários, que movimentam bairros como Itaquera, Penha, São Miguel Paulista e Guaianases. A região também é berço de importantes movimentos culturais periféricos, como coletivos de hip hop, grafite, literatura marginal e teatro de rua, que dão voz à juventude e às comunidades locais.

No esporte, é representada pelo Sport Club Corinthians Paulista, um dos clubes de futebol mais populares e vitoriosos do Brasil, cuja sede social está localizada no Parque São Jorge, na Mooca. O Corinthians é parte fundamental da identidade cultural da região, mobilizando multidões e promovendo o sentimento de pertencimento e orgulho entre os moradores. O clube, fundado por operários no início do século XX, simboliza a força da cultura popular e da classe trabalhadora da Zona Leste, sendo referência não só no futebol, mas também em ações sociais e culturais.